# Potten End
Potten End – wieś w Anglii, w Hertfordshire. Leży 3,7 km od miasta Hemel Hempstead, 30,6 km od miasta Hertford i 41,3 km od Londynu. W 2015 miejscowość liczyła 1361 mieszkańców.